# Mimotettix albomaculatus
Mimotettix albomaculatus är en insektsart som beskrevs av William Lucas Distant 1908. Mimotettix albomaculatus ingår i släktet Mimotettix och familjen dvärgstritar. Inga underarter finns listade i Catalogue of Life.